# キャンディストライプス
キャンディストライプス（Candy Stripes、1982年4月12日 - 2007年2月27日）は、アメリカ合衆国生産、フランス調教の競走馬、種牡馬。競走馬として大成する前に引退したが、種牡馬としてアルゼンチンで成功を収めた。

## 経歴
アメリカ合衆国ケンタッキー州の生産者、アレン・コーウェンが生産したサラブレッドの牡馬である。1983年にキーンランドのジュライセールに上場され、30万ドルでマームード・フストクに落札された。
ジョルジュ・ミハリデス調教師のもとに送られて、フランスで競走馬としてデビューしたキャンディストライプスであったが、総合戦績は6戦して2勝、1985年のプール・デッセ・デ・プーランで2着に入ったのが関の山であった。
競走馬を引退後はアメリカに帰国し、メリーランド州の生産者A・G・チャンドリーのもとで種牡馬となったが、2年で7頭と配合したのみであった。その後アルゼンチンの生産者、アレハンドロ・メンディテギの持つアボレンゴ牧場へと輸出され、1989年よりアルゼンチンの種牡馬となった。このアルゼンチン時代にキャンディストライプスは成功を収め、1995年にはアルゼンチンリーディングの2位に食い込んでいる。その後、北半球の繁殖シーズンに合わせてアルゼンチンからアメリカへとシャトル種牡馬として送られており、1997・98年にはケンタッキー州のテイラーメイド牧場に、2000年にはフロリダ州のストネリッグス牧場に滞在した。2000年のシャトルからのアルゼンチン帰国後、キャンディストライプスはホアキン・バロス・フォンテーヌ所有のカランパング牧場に移り住み、そこで2007年に疝痛のため死亡するまで種牡馬として繋養された。

### 主な産駒
- Seaborg - 1991年生、牡馬。カルロスペレグリーニ大賞（アルゼンチンG1）など。
- Different - 1992年生、牝馬。スピンスターステークス（アメリカG1）など。
- Emigrant - 1992年生、牡馬。ブエノスアイレス市大賞（アルゼンチンG1）など。
- Body Glove - 1993年生、牡馬。サンマルティン将軍大賞（アルゼンチンG1）など。
- Victory Stripes - 1994年生、牝馬。エンリケアセバル大賞（アルゼンチンG1）など。
- Equal Stripes - 1999年生、牡馬。ミゲルカネ賞（アルゼンチンG2）など。2020年アルゼンチンリーディングサイアー。
- Ilha Da Vitoria - 2000年生、牝馬。ホースチェスナットステークス（南アフリカG1）など。
- Leroidesanimaux - 2000年、牡馬。2005年アメリカ最優秀芝牡馬。産駒にアニマルキングダムほか。
- Invasor - 2002年生、牡馬。ウルグアイ三冠、2007年アメリカ年度代表馬。
- *クルソラ - 2002年生、牝馬。コパ・デ・プラタインテルナシオナル （アルゼンチンG1）など。
- Carla Stripes - 2002年生、牝馬。ヒルベルトレレナ大賞（アルゼンチンG1）など。

### 母の父としての主な産駒
- Candy Ride - 1999年生、牡馬。パシフィッククラシックステークス（アメリカG1）など。
- *ミスセレンディピティ - 2008年生、牝馬。ゲイムリーステークス（アメリカG1）など。
- *キャンディネバダ - 2009年生、牝馬。アルゼンチン1000ギニー（アルゼンチンG1）など。
- Mariah Plus - 2004年生、牝馬。アルゼンチン1000ギニー（アルゼンチンG1）など。
- Equal Image - 2001年生、牡馬。チャンピオンズカップ（南アフリカG1）など。
- Pretty Girl - 2011年生、牝馬。銀杯大賞（アルゼンチンG1）など。
- First Thing - 2015年生、牡馬。ホセペドロラミレス大賞（ウルグアイG1）など。
- ペルーサ - 2007年生、牡馬。青葉賞（日本GII）。

## 血統表
| キャンディストライプスの血統                           | キャンディストライプスの血統           | キャンディストライプスの血統 | （血統表の出典）       | （血統表の出典） |
| 父系                                                   | ブラッシンググルーム系                 | ブラッシンググルーム系       | ブラッシンググルーム系 | [ § 2 ]          |
| 父 Blushing Groom フランス 栗毛 1974                   | 父の父Red God アメリカ 栗毛 1954       | Nasrullah                    | Nearco                 | Nearco           |
| 父 Blushing Groom フランス 栗毛 1974                   | 父の父Red God アメリカ 栗毛 1954       | Nasrullah                    | Mumtaz Begum           |                  |
| 父 Blushing Groom フランス 栗毛 1974                   | 父の父Red God アメリカ 栗毛 1954       | Spring Run                   | Menow                  | Menow            |
| 父 Blushing Groom フランス 栗毛 1974                   | 父の父Red God アメリカ 栗毛 1954       | Spring Run                   | Boola Brook            |                  |
| 父 Blushing Groom フランス 栗毛 1974                   | 父の母Runaway Bride イギリス 鹿毛 1962 | Wild Risk                    | Rialto                 | Rialto           |
| 父 Blushing Groom フランス 栗毛 1974                   | 父の母Runaway Bride イギリス 鹿毛 1962 | Wild Risk                    | Wild Violet            |                  |
| 父 Blushing Groom フランス 栗毛 1974                   | 父の母Runaway Bride イギリス 鹿毛 1962 | Aimee                        | Tudor Minstrel         | Tudor Minstrel   |
| 父 Blushing Groom フランス 栗毛 1974                   | 父の母Runaway Bride イギリス 鹿毛 1962 | Aimee                        | Emali                  |                  |
| 母 *バブルカンパニー Bubble Company フランス 栗毛 1977 | 母の父Lyphard アメリカ 鹿毛 1969       | Northern Dancer              | Nearctic               | Nearctic         |
| 母 *バブルカンパニー Bubble Company フランス 栗毛 1977 | 母の父Lyphard アメリカ 鹿毛 1969       | Northern Dancer              | Natalma                |                  |
| 母 *バブルカンパニー Bubble Company フランス 栗毛 1977 | 母の父Lyphard アメリカ 鹿毛 1969       | Goofed                       | Court Martial          | Court Martial    |
| 母 *バブルカンパニー Bubble Company フランス 栗毛 1977 | 母の父Lyphard アメリカ 鹿毛 1969       | Goofed                       | Barra                  |                  |
| 母 *バブルカンパニー Bubble Company フランス 栗毛 1977 | 母の母Prodice フランス 栗毛 1969       | Prominer                     | Beau Sabreur           | Beau Sabreur     |
| 母 *バブルカンパニー Bubble Company フランス 栗毛 1977 | 母の母Prodice フランス 栗毛 1969       | Prominer                     | Snob Hill              |                  |
| 母 *バブルカンパニー Bubble Company フランス 栗毛 1977 | 母の母Prodice フランス 栗毛 1969       | Euridice                     | Tabriz                 | Tabriz           |
| 母 *バブルカンパニー Bubble Company フランス 栗毛 1977 | 母の母Prodice フランス 栗毛 1969       | Euridice                     | Euroclydon             |                  |
| 母系(F-No.)                                            | (FN:1-b)                               | (FN:1-b)                     | (FN:1-b)               | [ § 3 ]          |
| 5代内の近親交配                                        | Nearco 4x5                             | Nearco 4x5                   | Nearco 4x5             | [ § 4 ]          |
| 出典                                                   | 1. 2. 3. 4.                            | 1. 2. 3. 4.                  | 1. 2. 3. 4.            | 1. 2. 3. 4.      |

母バブルカンパニーは後に日本に輸入され、天皇賞（秋）優勝馬バブルガムフェロー（父サンデーサイレンス）を産んでいる。